# ميناء كاوهسيونغ
ميناء كاوهسيونغ هو أكبر ميناء في تايوان يتعامل مع ما يقرب من 10.26 مليون وحدة مكافئة لعشرين قدما من البضائع في عام 2015.